# 博东库尔
博东库尔（法語：Baudoncourt，法語發音：[bodɔ̃kuʁ]）是法国上索恩省的一个市镇，属于吕尔区。

## 地理
博东库尔（47°46'40"N, 6°20'43"E）面积7.57 平方千米，位于法国勃艮第-弗朗什-孔泰大區上索恩省，该省份为法国东部内陆省份，北起顺时针与孚日省、贝尔福地区省、杜省、汝拉省、科多尔省和上马恩省接壤。
与博东库尔接壤的市镇（或旧市镇、城区）包括：圣索沃尔、布勒什、拉沙佩勒-莱吕克瑟伊、布罗特莱吕克瑟伊、维松库尔、埃安。

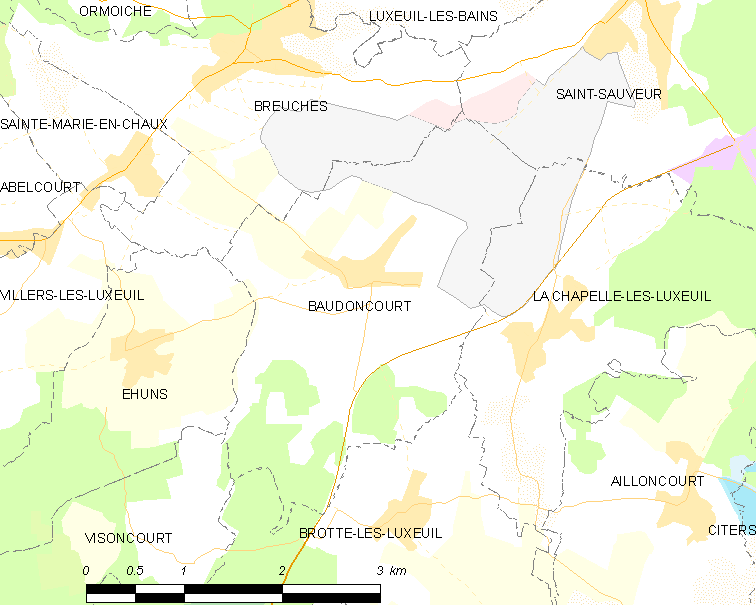
博东库尔的OSM定位图

博东库尔的时区为UTC+01:00、UTC+02:00（夏令时）。

## 行政
博东库尔的邮政编码为70300，INSEE市镇编码为70055。

## 政治
博东库尔所属的省级选区为吕克瑟伊莱班县。

## 人口

1962-2008年间博东库尔人口变化图示

博东库尔于2022年1月1日时的人口数量为484人。